# Jack Badham
Jack Badham (Birmingham, 31 gennaio 1919 – Birmingham, 1º gennaio 1992) è stato un allenatore di calcio e calciatore inglese, di ruolo difensore.

## Caratteristiche tecniche
Poteva giocare sia come difensore centrale che come terzino sinistro.

## Carriera

### Giocatore
Inizia a giocare nelle giovanili del Birmingham City nel 1934, all'età di 15 anni; la sua carriera risulta tuttavia fortemente influenzata dalla Seconda guerra mondiale: riesce infatti ad esordire in partite ufficiali con la prima squadra solamente alla ripresa dei campionati dopo la pausa imposta dal periodo bellico (iniziata nel 1939), nel 1946, all'età di 27 anni. Al termine della stagione 1947-1948 conquista una promozione in prima divisione, categoria nella quale esordisce nella stagione 1948-1949, all'età di 29 anni, segnandovi una rete in 18 presenze. L'anno seguente gioca ulteriori 28 partite in prima divisione, restando poi in rosa anche negli anni seguenti, nuovamente in seconda divisione. Al termine della stagione 1954-1955, dopo 4 anni in seconda divisione, vince nuovamente il campionato e torna così a giocare in massima serie: in questa categoria nella stagione 1955-1956 gioca 16 partite, a cui aggiunge anche 2 presenze in Coppa delle Fiere; gioca infine un'ultima partita di campionato (la numero 63 in prima divisione in carriera) nella stagione 1956-1957, al termine della quale, all'età di 38 anni, lascia il Birmingham City per andare a chiudere la carriera nei semiprofessionisti dello Stourbridge. Dal 1960 al 1962 gioca poi a livello dilettantistico con il Moorlands Athletic.

### Allenatore
Nella stagione 1963-1963 allena i dilettanti del Moor Green.

## Palmarès

### Giocatore

#### Competizioni nazionali
- Campionato inglese di seconda divisione: 2

Birmingham City: 1947-1948, 1954-1955